# وندلیا (مونتانا)
وندلیا، مونتانا (به انگلیسی: Vandalia, Montana) یک محدوده ثبت‌نشده در ایالات متحده آمریکا است که در شهرستان ولی، مونتانا واقع شده‌است.